# The Belcanto's
The Belcanto's was een Nederlandse muziekgroep uit Groesbeek.
Zanger Theo Peters, bijgenaamd 'Theetje Bruuns', begon in 1960 met Doortje Nillissen (d'n Boes) en Leo Kersten (Lid van Dat) de groep Do-Le-The's (naar de eerste letters van hun voornamen). Dit werd later Dolete's. De groep had in 1975 regionaal een succes met het door Nillissen geschreven nummer Mien Gruusbek wat later zou uitgroeien tot een officieus Groesbeeks volkslied. 
Onder de naam 'De nieuwe Rijnlanders' begon Peters in 1976 een nieuwe band die al snel The Belcanto's ging heten. In 1981 kreeg de groep met Moeder mag ik trouwen gaan een landelijke hit. Het nummer stond zes weken genoteerd en behaalde plaats 25 in de Top 40. The Belcanto's traden onder meer op in het televisieprogramma Op Volle Toeren. De groep bracht nog enkele singles uit voor ze begin jaren 90 stopten.
Theetje Bruuns overleed in februari 2023 op 76-jarige leeftijd. 

## Singles
- 1981: Moeder mag ik trouwen gaan (CNR 144 870)
- 1983: Maar geen woord daarvan is waar (Philips 822 103-7)
- 1990: Voor moeder boven (AKM 1053)